# Rebecca Solnit
Rebecca Solnit (ur. 1961 w Bridgeport) – amerykańska eseistka, historyczka i działaczka feministyczna.
Autorka 20 książek z pogranicza antropologii, filozofii i polityki, m.in. wielokrotnie nagradzanych Zew włóczęgi. Opowieści wędrowne (Wanderlust: A History of Walking) i River of Shadows: Eadweard Muybridge and the Technological Wild West. Publikuje w wielu pismach, m.in. „Harper’s Magazine” i „Guardian”.
Przełomem w twórczości Solnit był rok 2008 i esej pt. „Mężczyźni objaśniają mi świat”, którym rozpropagowała pojęcie „panjaśniania” (ang. mansplaining). Książka pod tym samym tytułem stała się sztandarową pozycją dotyczącą kultury przemocy wobec kobiet sprzedając się w liczbie ponad 100 tys. egzemplarzy, po jej sukcesie Solnit została pierwszą kobietą piszącą do rubryki „Easy Chair” w „Harper’s Magazine”.
Dla Solnit inspiracją w twórczości są pisarze: Eduardo Galeano, Pablo Neruda, Ariel Dorfman, Elena Poniatowska, Gabriel García Márquez, Virginia Woolf i Henry David Thoreau.

## Twórczość

### Książki wydane w Polsce
- Wspomnienia z nieistnienia, Wydawnictwo Karakter, 2022. ISBN 978-83-67016-10-0.
- Matka wszystkich pytań, Wydawnictwo Karakter, 2021. ISBN 978-83-66147-66-9.
- Nadzieja w mroku. Nieznane opowieści, niebywałe możliwości, Wydawnictwo Karakter, 2019. ISBN 978-83-66147-07-2; ISBN 978-83-66147-16-4[5]
- Zew włóczęgi. Opowieści wędrowne, Wydawnictwo Karakter, 2018. ISBN 978-83-65271-87-7; ISBN 978-83-65271-96-9[2].
- Mężczyźni objaśniają mi świat, Wydawnictwo Karakter, 2017. ISBN 978-83-65271-53-2; ISBN 978-83-65271-60-0[6].